# 费利佩·德鲁戈维奇
费利佩·德鲁戈维奇·朗卡托（葡萄牙語：Felipe Drugovich Roncato，2000年5月23日—），擁有奧地利血統的巴西意大利雙籍赛车手 。2018年欧洲方程式公开赛車手總冠军、2022年二級方程式車手總冠军。2022賽季效力於國際汽聯二級方程式錦標賽的MP車隊。

## 車手生涯

### 三級方程式錦標賽
2019年2月，卡林·巴茲賽車公司宣佈，德魯科維奇將與他們一起參加首屆錦標賽，與洛根·薩金特和名取鐵平。他的賽季非常艱難，僅在匈牙利獲得了賽季唯一的積分，排名第六。以8分，第16名的成績結束了该賽季。

### 二級方程式錦標賽

#### 2020賽季
在與MP Motorsport在亚斯码头赛道進行季後測試後，德魯科維奇正式與 MP Motorsport 簽約參加 2020 賽季。受疫情影響，世界二級方程式比賽推遲。德魯科維奇在2020年二级方程式锦标赛首輪比賽奧地利大獎賽中給人留下深刻的印象，在排位賽中僅次於中國車手周冠宇。2020年二級方程式英國大獎賽的衝刺排位賽中，他擊敗艾洛特，獲得的F2生涯首個杆位。
中以第 8 名的成績結束了本賽季。總體而言， 以 121 分的成績在第 9 名結束了他的新秀賽季。他總共獲得了三場胜利，一個杆位和一個最快圈速，以及四個領獎台。

#### 2021賽季
德魯科維奇2021賽季加入Uni Virtuosi Racing，與中國車手周冠宇共同征戰2022賽季。
經過在Uni-Virtuosi兩年的磨練，回到2022年的MP Motorsport。 德魯科維奇在F3与MP的第一个赛季中取得了三场胜利，四次领奖台和一个杆位，然后在2021年加入Uni-Virtuosi車隊。尽管他在車隊獲得了4過領獎臺的但他并没有像他想象的那样获得冠军头衔。 在進入F2之前，德魯科維奇与Carlin車隊一起参加了F3比赛，在欧洲方程式公开赛中成績優越，在那里他以14场胜利，16次领奖台和10次杆位赢得了冠军。

#### 2022赛季
德鲁戈维奇2022年加入了MP车队，与法国车手克莱芒·诺瓦拉克搭档。
巴西人在本赛季5次夺得冠军，最终以241分加冕本赛季的二级方程式车手总冠军；并且以更多的领奖台和冠军数帮助车队在同积分的情况下击败ART大奖赛车队夺得二级方程式车队总冠军。

### 一级方程式
2022年9月12日，在赢得2022年二级方程式总冠军后，德鲁戈维奇宣布与阿斯顿·马丁车队签约，成为首位加入其AMF1車手發展計劃的车手；他将从2023年起担任车队的测试及预备车手。因为主力车手兰斯·斯托尔在季前训练骑车时受伤，德鲁戈维奇顶替他代表阿斯顿·马丁车队参加了2023年赛季在巴林国际赛车场举行的季前测试。之后车队也确认如果斯托尔无法如期康复参加开幕站2023年巴林大奖赛的话，德鲁戈维奇将继续代为驾驶参赛。但是由于斯托尔在开幕站前火线复出，德鲁戈维奇最终并未替补出赛。

## 外部連結
- 官方网站
- 费利佩·德鲁戈维奇 在DriverDB.com上的职业生涯数据（英文）

| 體育角色                 | 體育角色                     | 體育角色           |
| ------------------------ | ---------------------------- | ------------------ |
| 前任： 奥斯卡·皮亚斯特里 | 二级方程式锦标赛 冠軍 2022年 | 繼任： 泰奥·普谢尔 |